# 阿弄县
阿弄县，缅甸仰光省下辖的一个县，同时该县全境是仰光市的一部分。

## 历史沿革
2022年4月30日，缅甸政府以仰光西县阿弄镇区、九文台镇区和叁羌镇区新设阿弄县。

## 行政区划
阿弄县下辖阿弄镇区、九文台镇区和叁羌镇区3个镇区。